# Spathius typhon
Spathius typhon är en stekelart som beskrevs av Nixon 1943. Spathius typhon ingår i släktet Spathius och familjen bracksteklar. Inga underarter finns listade i Catalogue of Life.